# Riberal de la Tet

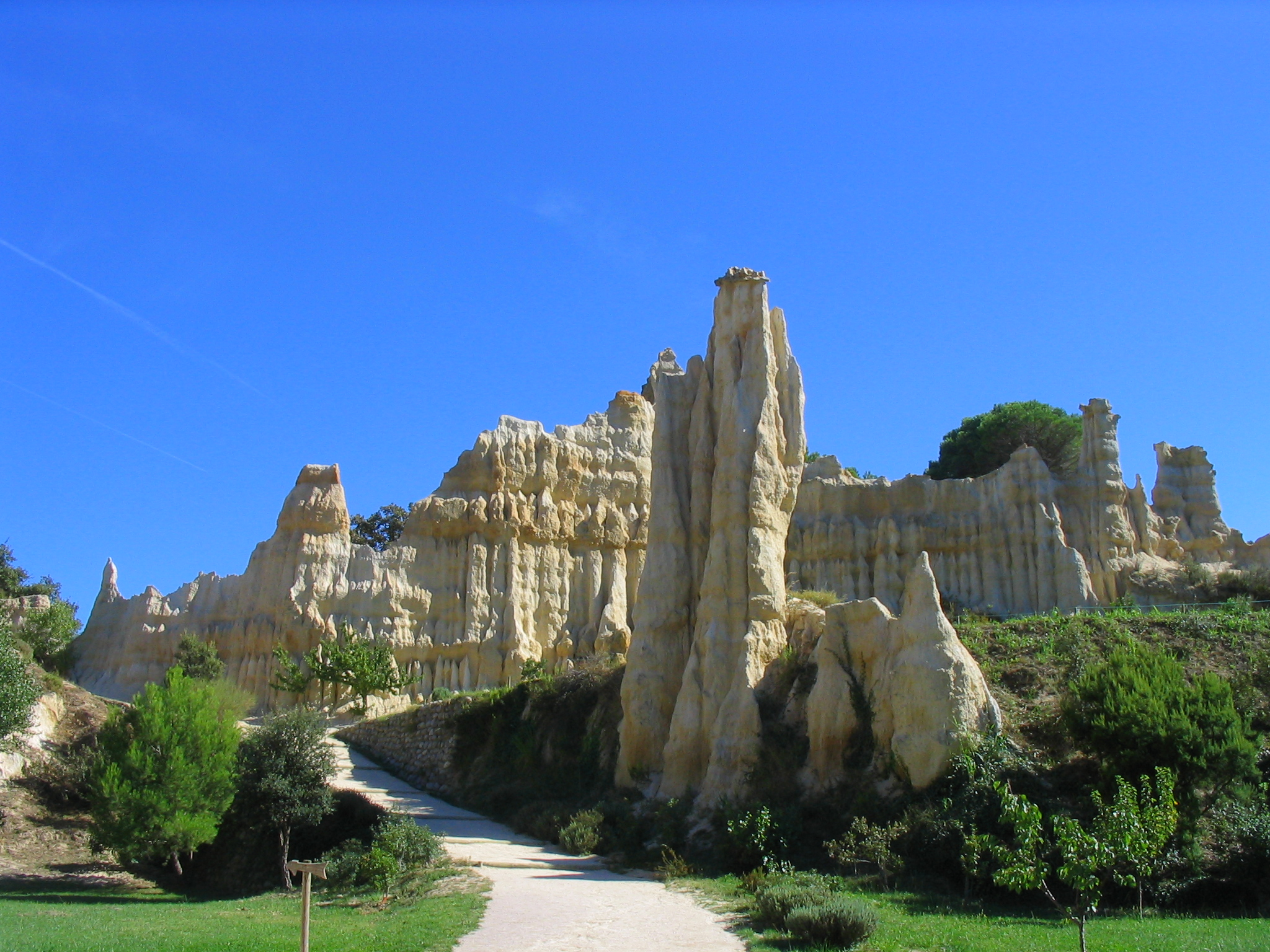
Les Orgues d'Illa, fenomen geogràfic del Riberal

El Riberal o Riberal de la Tet és una subcomarca del Rosselló i abasta la part de la plana al voltant del riu Tet, entre la Plana de Perpinyà i el Coll de Ternera, a la fita amb el Conflent, i és una zona dedicada tradicionalment al regadiu.

## Municipis del Riberal

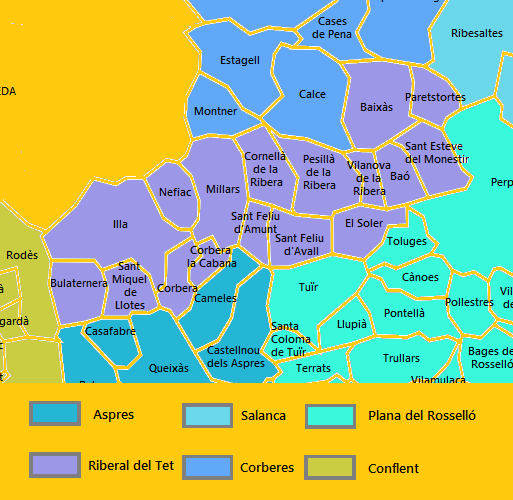
Mapa del Riberal del Tet

El Riberal incorporava les demarcacions administratives antigues, vigents fins al 2015, dels cantons de la Vall de la Tet, part del del Riberal, part del del Canigó, i els següents municipis:
| Municipi                 | Habitants |
| ------------------------ | --------- |
| Bula d'Avall             | 643       |
| Baó                      | 2.490     |
| Corbera de Rosselló      | 543       |
| Cabana de Corbera, la    | 844       |
| Cornellà de la Ribera    | 1.407     |
| Illa                     | 4.993     |
| Millars                  | 3.452     |
| Nefiac                   | 789       |
| Pesillà de la Ribera     | 2.754     |
| Sant Esteve del Monestir | 9.810     |
| Sant Feliu d'Amunt       | 654       |
| Sant Feliu d'Avall       | 2.160     |
| Sant Miquel de Llotes    | 269       |
| Soler, el                | 5.825     |
| Vilanova de la Ribera    | 1.052     |
| Font: Idescat            |           |

A més a més, part dels termes de Cànoes, Toluges, Tuïr i Perpinyà formen part de la subcomarca.